# Schloss Wrangelsburg
Schloss Wrangelsburg ist ein Herrenhaus in Wrangelsburg im Landkreis Vorpommern-Greifswald. Es wurde 1880 errichtet und ist seit 2017 in Privatbesitz.

## Wrangels Schloss

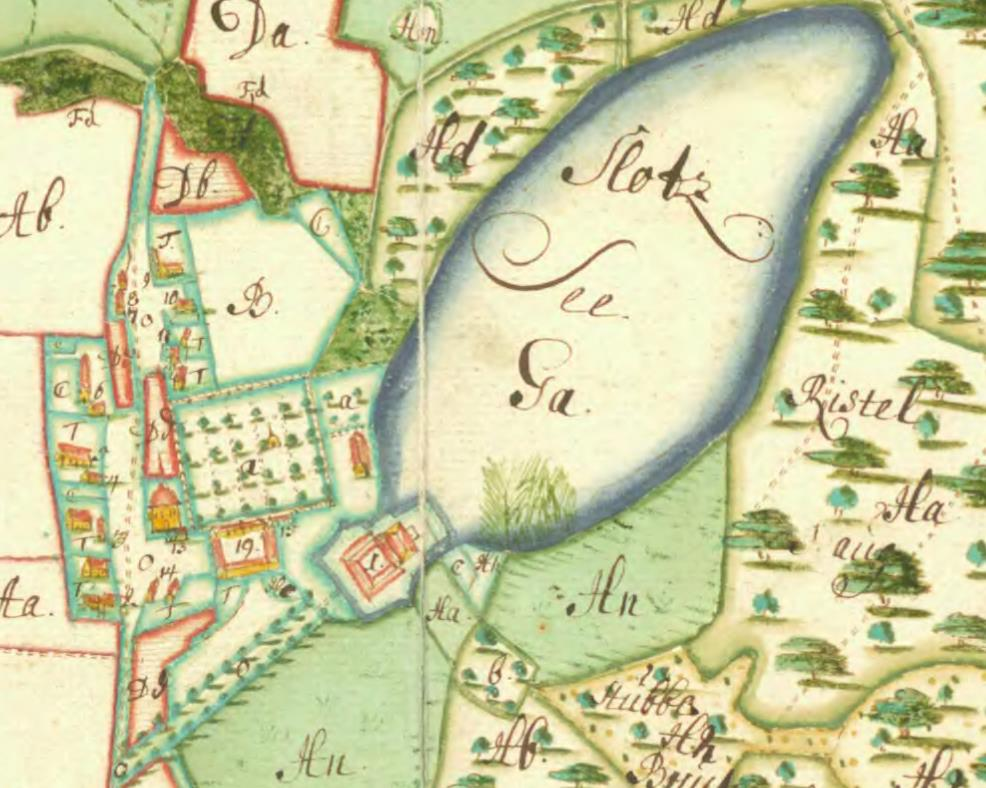
Wrangelsburg um 1694 mit Wrangels Schloss und Kapelle

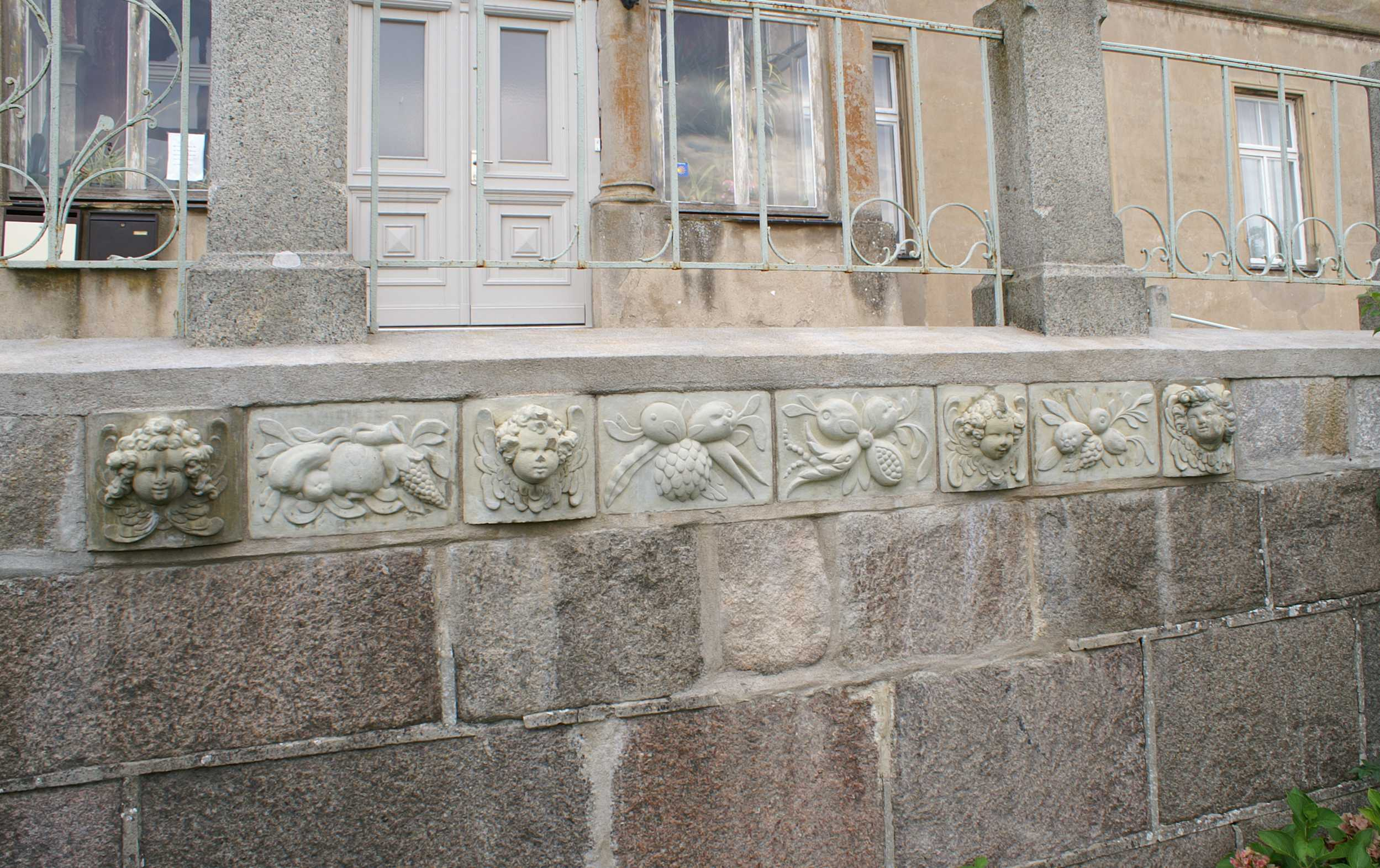
Puttenköpfe von der alten „Wrangelburg“ an der Auffahrtrampe des Herrenhauses Wrangelsburg – darunter die Steinquader vom Wolgaster Schloss

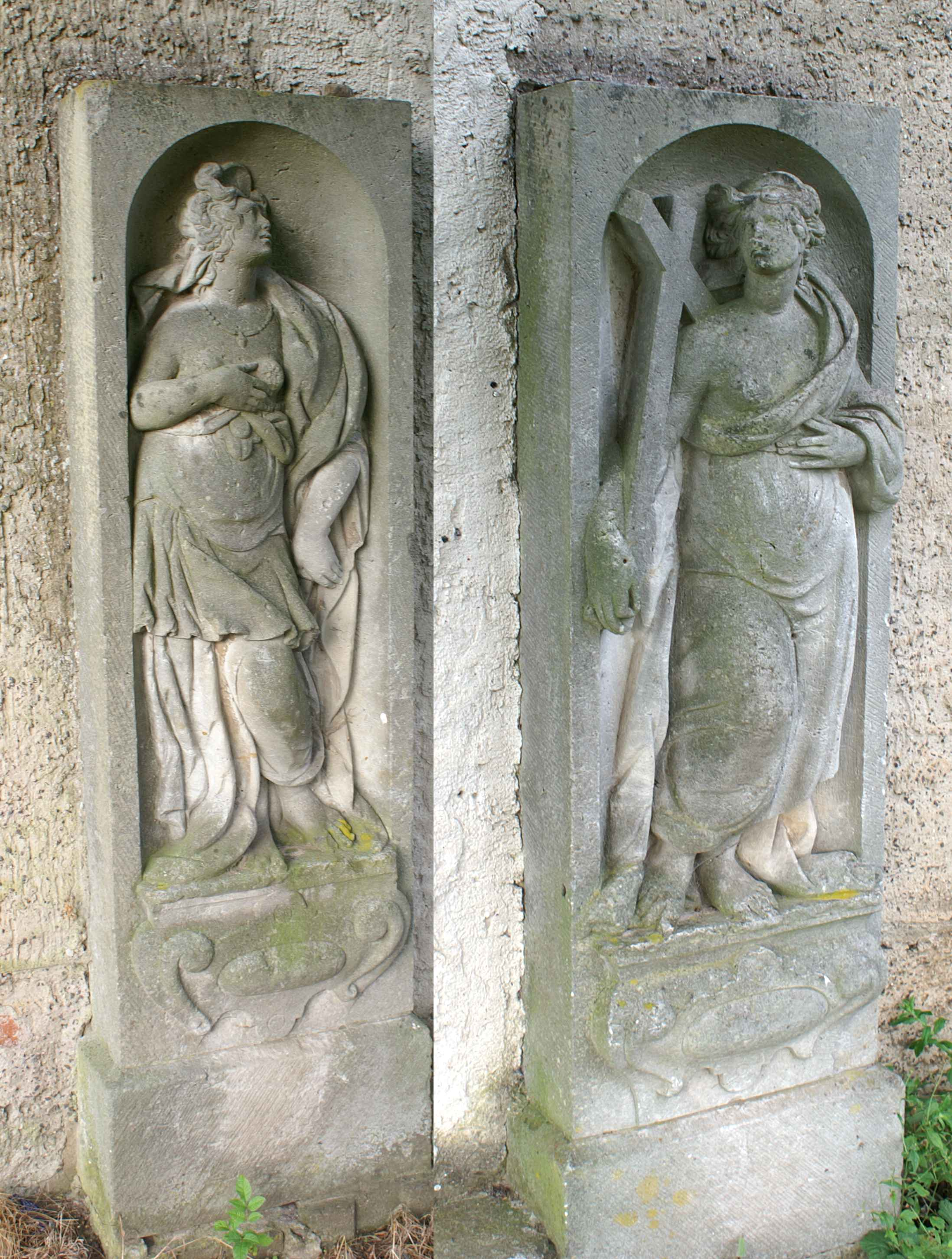
Sandstein-Skulpturen von der alten „Wrangelburg“ am Amtshaus

Der damals noch Vorwerk genannte Ort wurde 1426 der adligen Familie von Neuenkirchen als Lehen übergeben. Nach nicht völlig gesicherten Überlieferungen geschah dies zum Dank dafür, dass Rolef von Neuenkirchen, der Herzog Wartislaw VIII. 1393 auf einer Pilgerreise nach Jerusalem begleitet hatte, diesem aus einer finanziellen Notlage geholfen haben soll. Nach einem Brand ließ Christoph von Neuenkirchen um 1600 ein vierflügeliges Renaissanceschloss errichten, das im Dreißigjährigen Krieg zerstört wurde. Nach dem Aussterben der männlichen Linie der Familie von Neuenkirchen kam Vorwerk 1643 in den Besitz der Familie von Wrangel und wurde 1653 in Wrangelsburg umbenannt.
Carl Gustav Wrangel, Generalgouverneur von Schwedisch-Pommern, hatte ab 1652 auf den Resten des inzwischen verfallenen Gebäudes ein Barockschloss errichten lassen und residierte nach dessen Fertigstellung auf Schloss Wolgast. Für den Bau engagierte er den Erfurter Baumeister Casper Vogell, der bereits die Pläne für das Schloss Friedenstein in Gotha entworfen hatte.
Das Schloss wurde durch die Anlage von zwei Seitenflügeln deutlich vergrößert. Nach der Karte der schwedischen Landesaufnahme lag das vierseitige Schloss mit dem jetzigen Amtshaus (Torhaus) als südwestlicher Flügel in einer um ca. 40 bis 50 m nach Süden versetzten Achse zum heutigen Herrenhaus bzw. Gutskarree. Die Dächer erhielten glasierte holländische Ziegel und Dachrinnen aus Blei. Das Gebäude bekam eine Wasserleitung, die aus einer nahen Quelle gespeist wurde. Über Rohre wurde das Wasser in einen kupfernen Behälter unter dem Dach geleitet, von wo es in die Zimmer gelangte und auch Fontänen im Garten speiste.
Caspar Vogel, der nach kurzer Zeit nach Erfurt zurückkehrte, übergab die Bauleitung an seinen Schwiegersohn Barthel Volkland, der auch für die Holzbildhauerarbeiten verantwortlich war. Für die Stuckaturen holte Wrangel 1657 Antonius Lohr und dessen Gehilfen Nils Eriksson, die vorher auf seinem Schloss Spycker gearbeitet hatten. Die Innenarbeiten wurden 1664 abgeschlossen. Wrangel nutzte das Schloss nur wenige Jahre, er hielt sich zuletzt in Schloss Spycker auf Rügen auf.
Während des Schwedisch-Brandenburgischen Krieges wurde das Schloss 1677 beschädigt. Weiteren Schaden richtete 1686 ein Brand an. Das von Wrangels Erben, den Familien Wittenberg und Brahe, nicht mehr instandgesetzte Gebäude kam mit dem Gut 1769 an Malte Friedrich von Putbus. Dieser ließ die brauchbaren Dekorationen des Hauses und des Parks nach Putbus holen und Teile des Schlosses niederbrechen. Reste der ursprünglichen Dekorationselemente sind heute am Amtshaus mit den Repliken von zwei Skulpturen erhalten. 1773 wurde Wrangelsburg durch die Familie von Normann erworben. Die von Normann blieben aber auf ihrem Gut Krebsow wohnen, da allein die Neuanfertigung der zahlreichen fehlenden Fenster des Wrangelschen Schlosses zu kostspielig war. 1816 verkauften sie Wrangelsburg an die Familie Laug.

## Herrenhaus Wrangelsburg

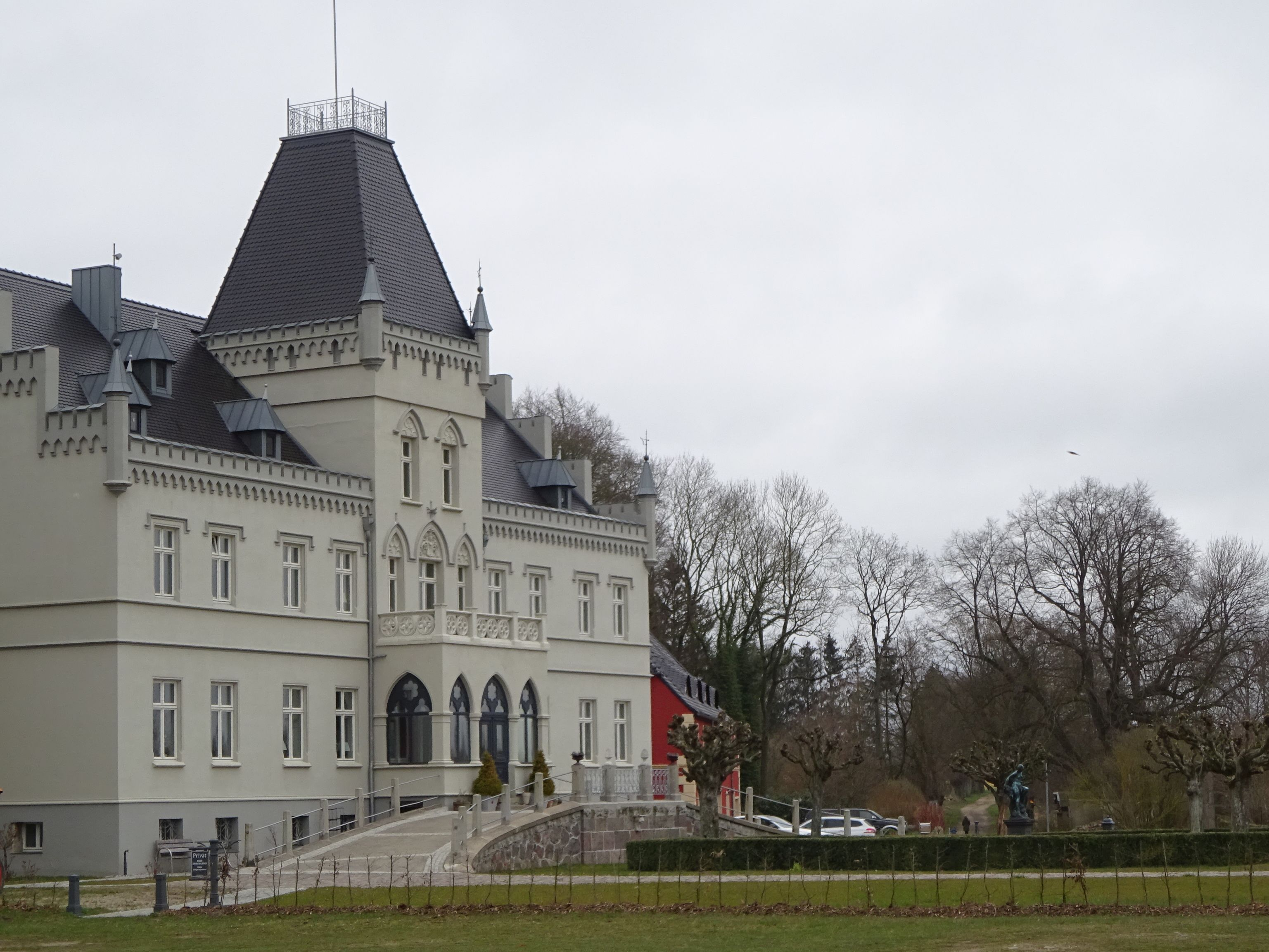
Herrenhaus Schloss Wrangelsburg, Westfassade, aufgenommen von der nördlichen Hofseite (2023)

Ein Neffe des Wolgaster Getreidehändlers August Wilhelm Homeyer erwarb 1862 das Gut Wrangelsburg. Der 1865 in den Adelsstand erhobene Carl Leopold von Homeyer ließ um 1880 das neue Herrenhaus erbauen. Es soll auf dem mittleren Teil des wrangelschen Schlosses errichtet worden sein. Vom alten Schloss waren noch einige Puttenköpfe erhalten, die in die Front der Rampe eingemauert wurden. An der Rampe wurden, wie auch dem Amtshaus gegenüber am Rest des Marstalls, glatt behauene Steinquader vom abgebrochenen Wolgaster Herzogsschloss verbaut.
Der über einem hohen Sockelgeschoss zweieinhalbgeschossige Putzbau ist in neogotischen Formen gestaltet. Der rechteckige Baukörper besitzt drei mit Fialtürmchen verzierte Treppengiebel, an den Schmalseiten des Hauses und auf dem zweiachsigen Mittelrisalit der Ostseite. Der dreiachsige Mittelrisalit der elfachsigen Westseite ist im Erdgeschoss und im Obergeschoss mit spitzbogigen Fenster- und Türöffnungen ausgestattet. Über der Fenstergruppe im Obergeschoss befindet sich das homeyersche Wappen, das eine Getreidepflanze darstellt. Auf diesen Mittelrisalit befindet sich über der Traufe ein turmartiger Aufbau mit stilisiertem Zinnenkranz und Fialtürmchen an den Ecken, der in Tiefe und Höhe bis an den Dachfirst des Hauses reicht. Der Turmhelm hat die Form eines Pyramidenstumpfs und besitzt oben eine Aussichtsplattform mit Fahnenmast. Dem zweiachsigen Mittelrisalit der Parkseite war ein Anbau mit Abgang zum Park vorgelagert, der entsprechend den Fotos bereits vor 1910 entfernt wurde.

Westfassade des Herrenhauses Schloss Wrangelsburg (Dorf- oder Hofseite)
1910
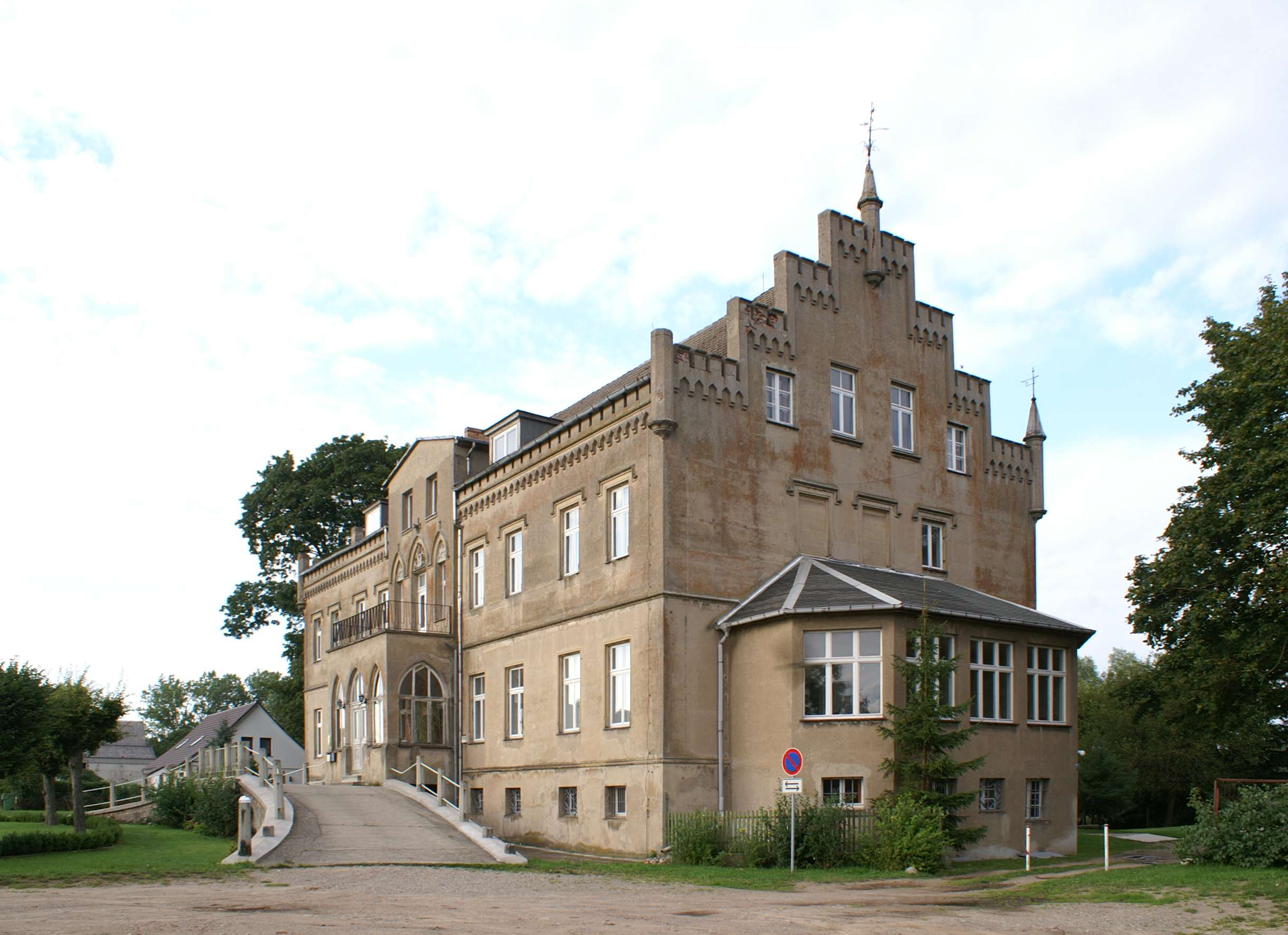
2007
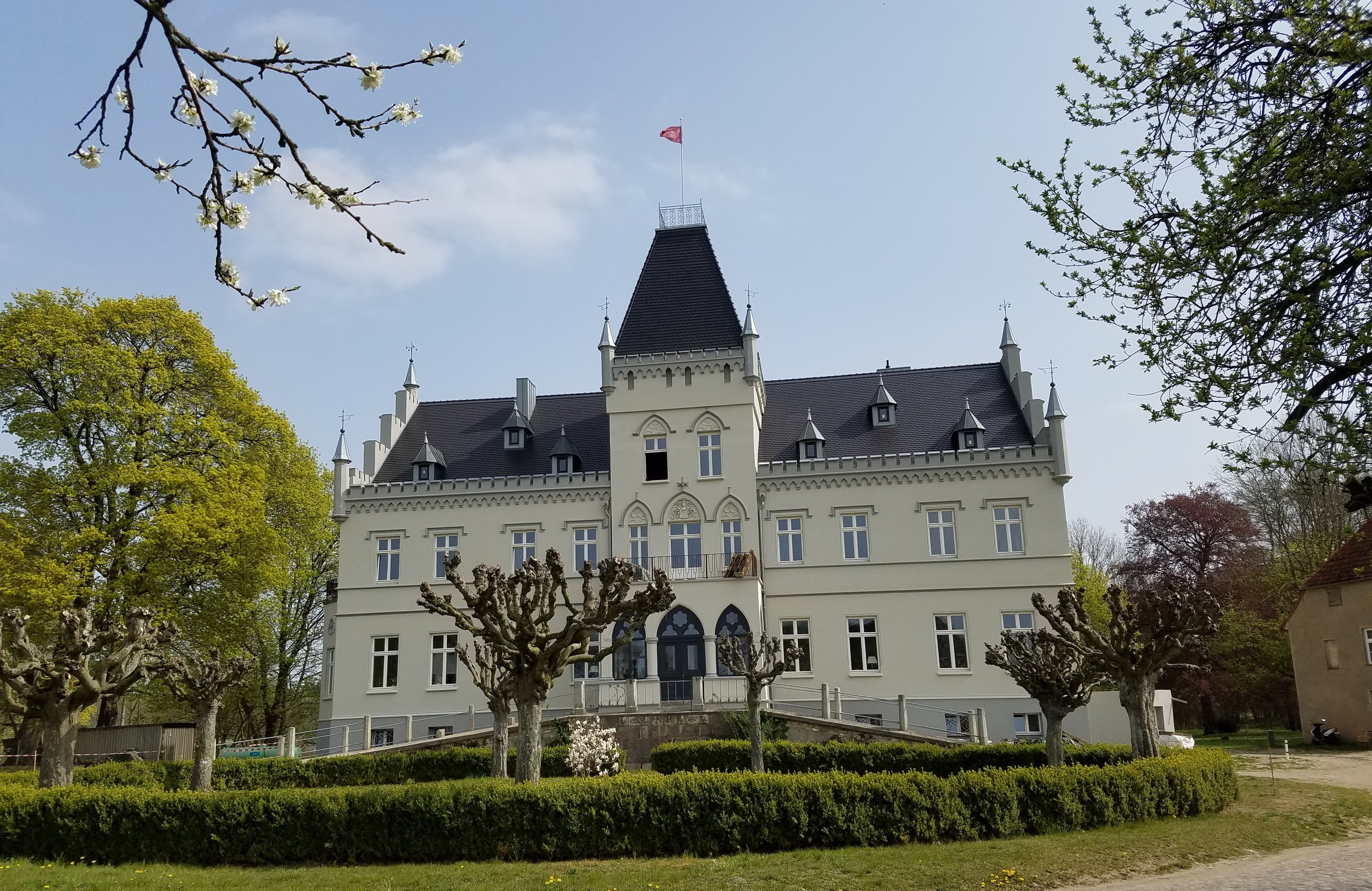
2019
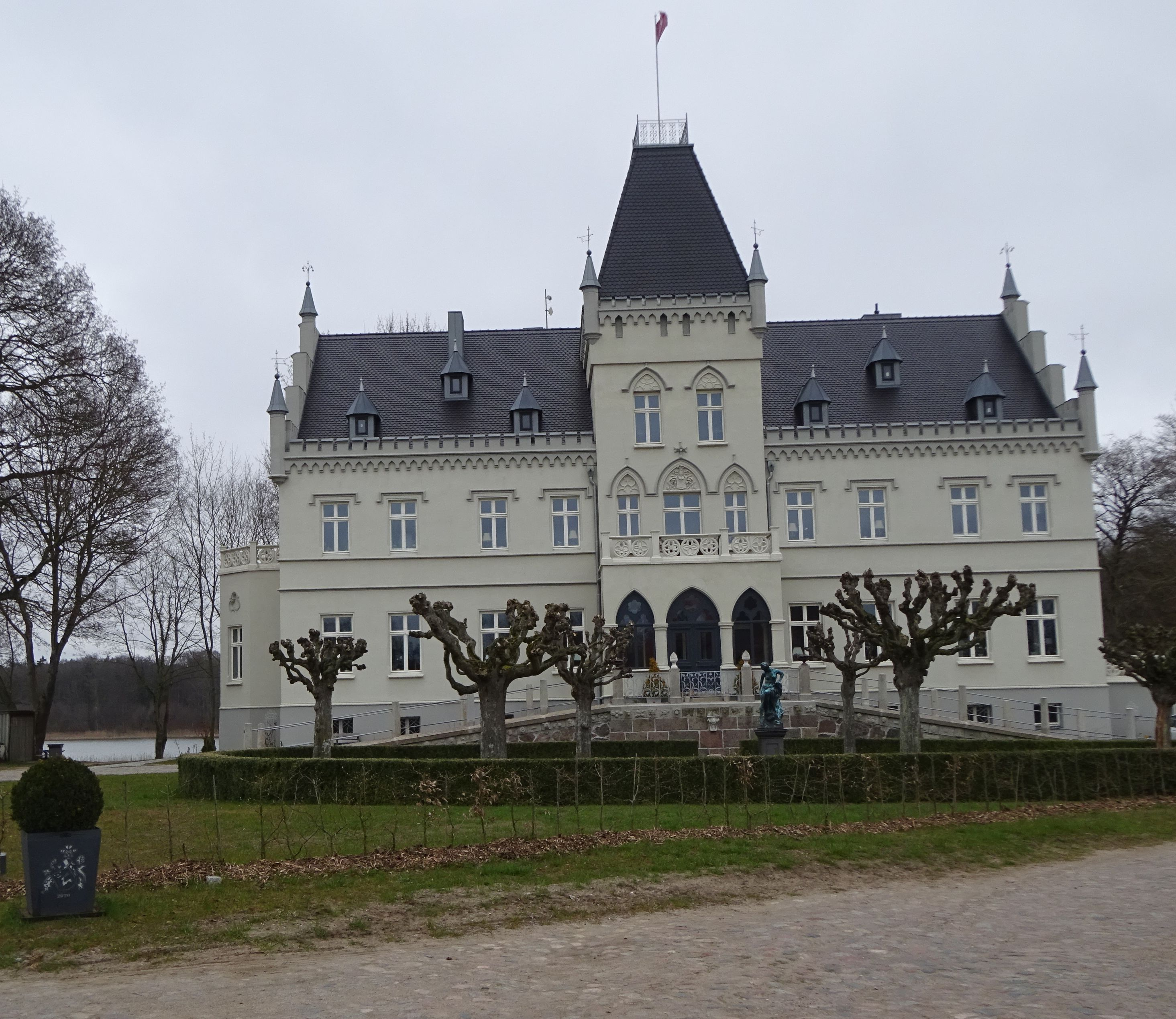
2023

Ostfassade des Herrenhauses Schloss Wrangelsburg (Parkseite)
1910
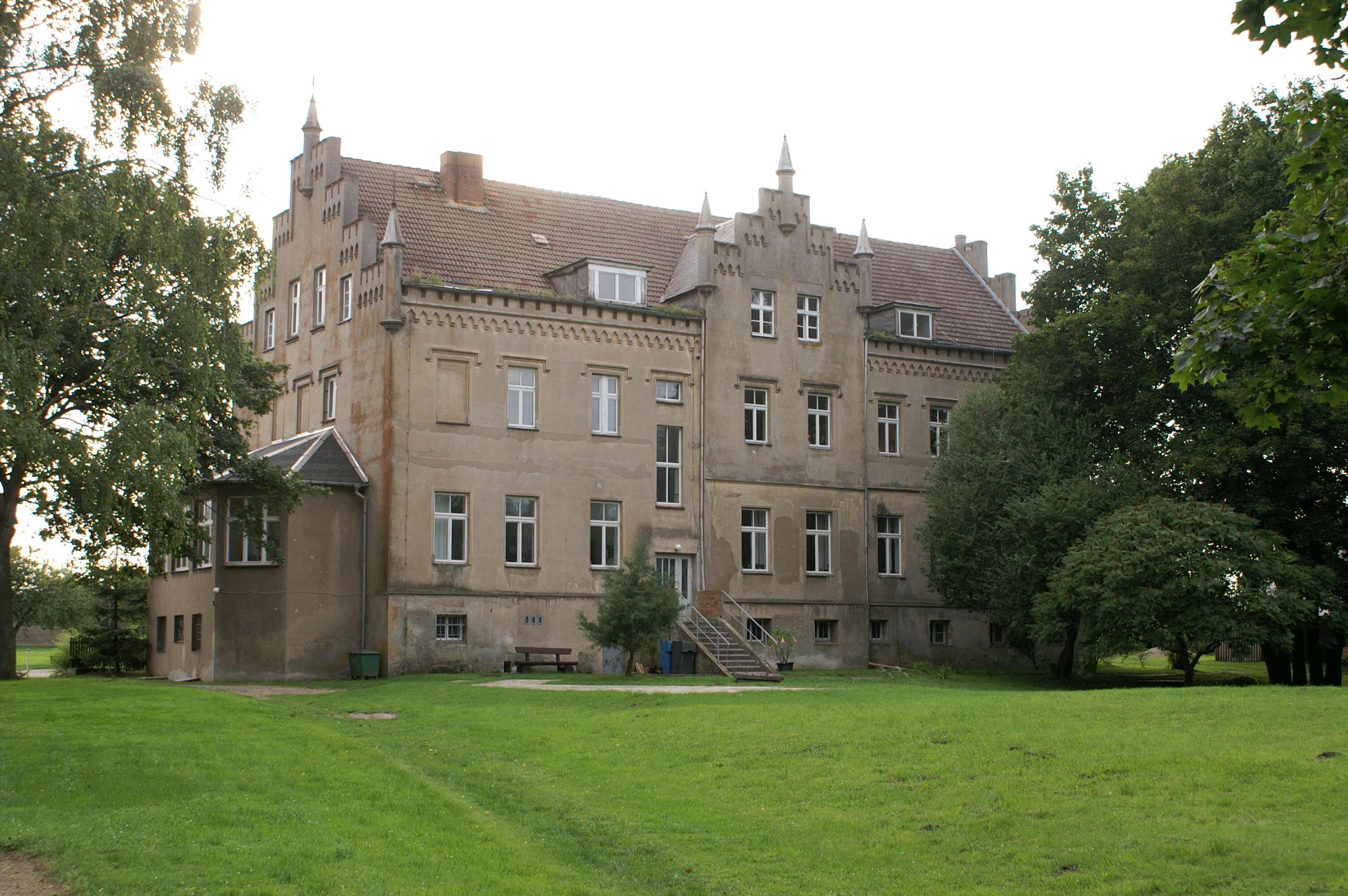
2007
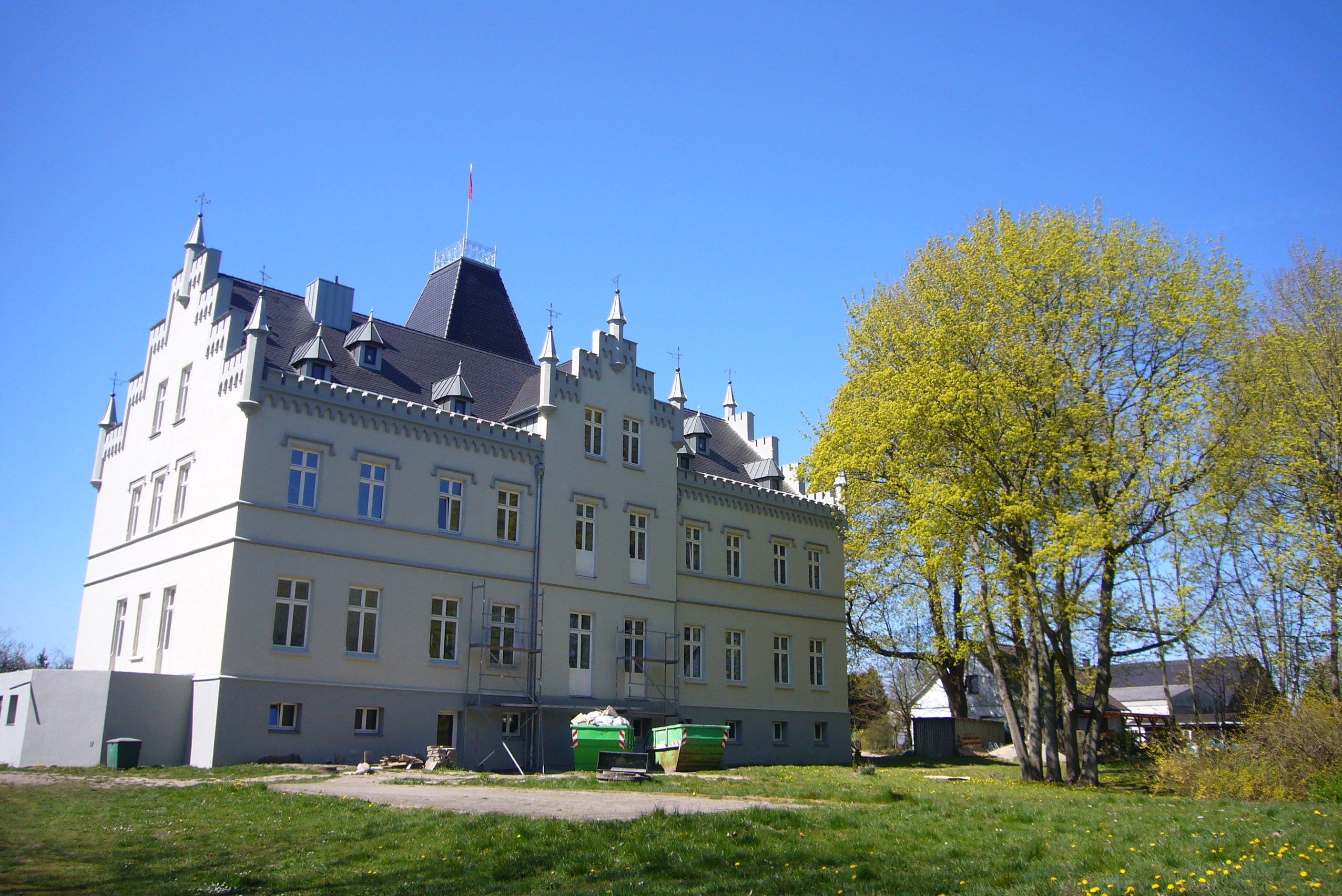
2019
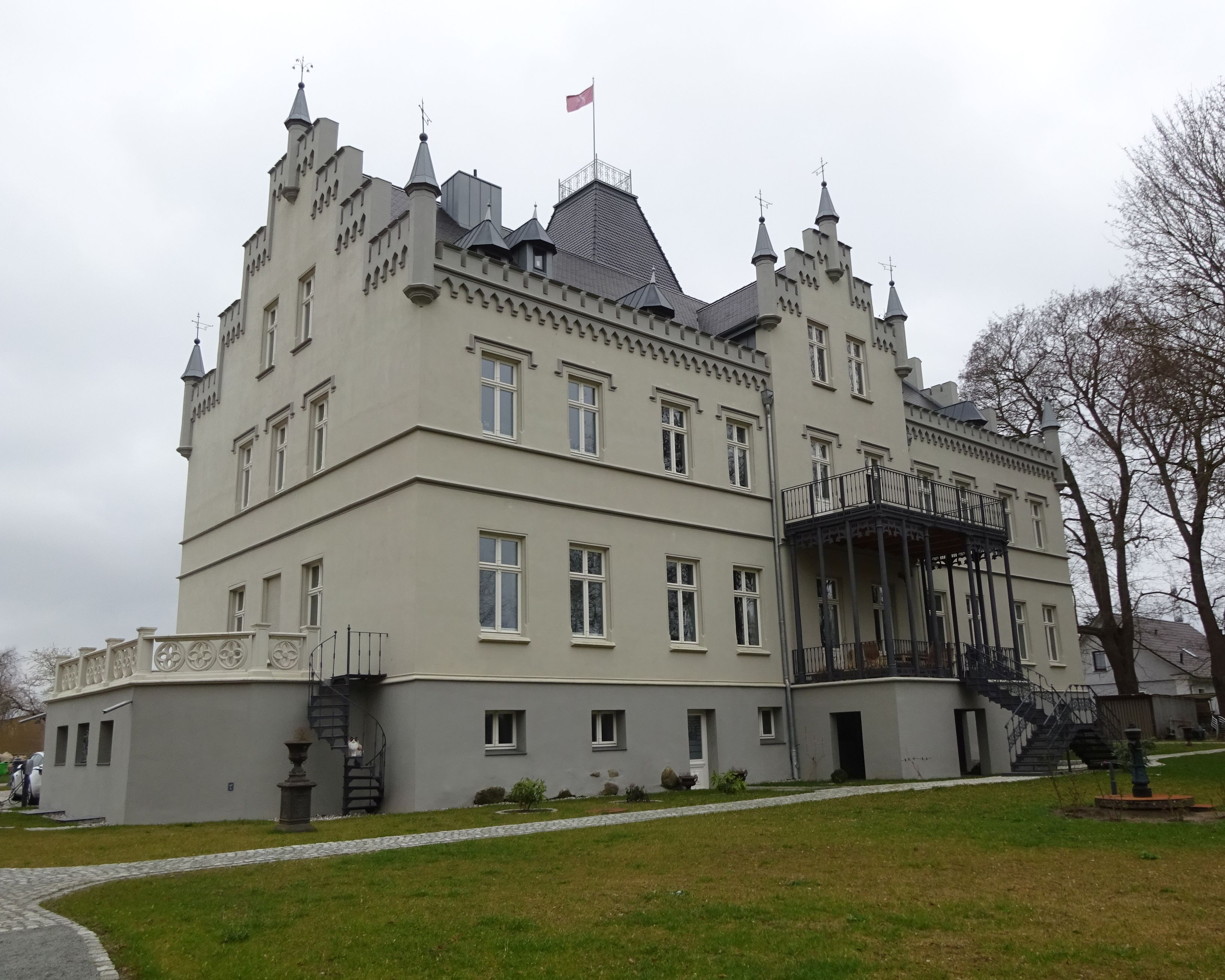
2023

1929 kam das Herrenhaus durch Erbschaft über die erwähnte spät nobolitierte Familie des Johann von Homeyer-Ranzin, deren zweite Tochter Margarete hatte 1893 Albrecht von Kameke geheiratet, in den Besitz von deren Sohn Karz von Kameke wiederum. 1939 beinhaltete das Rittergut Wrangelsburg nach dem letztmals amtlich publizierten Güteradressbuch Pommern 776 ha. Davon waren weit über 300 ha Ackerflächen. Es wurde eine große Schafsviehwirtschaft betrieben. Des Weiteren unterhielt man einen Großgemüseanbau. Zum Gut gehörten 253 ha Waldbesitz.
Nach dem Zweiten Weltkrieg wurden die Besitzer entschädigungslos enteignet und das Gebäude Quartier der Sowjetischen Militäradministration. Ab Frühsommer 1946 wurde es als kirchliches Alters- und Behindertenheim „Bethesda“ genutzt und ab Herbst 1951 bis 1957 war hier ein Jugendwerkhof untergebracht.
Im August 1952 wies der bauliche Zustand des Hauses nur leichte Mängel auf. Bis Ende 1955 erfolgten jedoch keinerlei Reparaturen. Im November 1955 wurde ein deutlicher Verfall des gesamten Gebäudes festgestellt. Das Dach war undicht. Wegen dieser Schäden sollte das Heim geschlossen werden, wurde aber weiterhin genutzt.
Das gesamte Bauwerk wurde stark verändert. Der Turmaufbau sowie jeweils vier halbrund geformte Walmgauben der westlichen und östlichen Dachseiten wurden entfernt. An der östlichen Dachfläche wurde das große Oberlicht entfernt. Es blieben dort nur zwei vordere und zwei hintere Flachdachgauben. Nach der Entfernung des Turmaufbaus wurde der westliche Risalit im Dachgeschoss schmucklos glatt verputzt und endete mit einem flachen Giebel. Eine hochgelegene Terrasse an der Südseite des Hauses wurde zu einem geschlossenen Anbau erweitert. Die Formsteine des Balkons über dem Eingangsportal wurden durch Metallgitter ersetzt. An der östlichen Fassade wurde im Südflügel ein Treppenaufgang eingerichtet, der in einer Außentreppe zum Park endete. Dieser zweite Ausgang war wohl der Sicherheit im Brandfall geschuldet.
Im Inneren blieben einige Stuckdecken und interessante Türfüllungen erhalten.
Nach Schließung des Jugendwerkhofs wurde das Haus ab den 1960er-Jahren bis 1996 als staatliches Kinderheim genutzt.
Im Jahr 1999 wurde das Gebäude von der Gemeinde gekauft und bis 2012 genutzt, um einem weiteren Verfall entgegenzuwirken. In dieser Zeit wurde mit einer Sanierung begonnen und das Obergeschoss saniert. Im Jahr 2012 kaufte der EWE-Konzern das Schloss, der es bis 2017 sanieren wollte. Im Gebäude sollten Büroräume eingerichtet sowie eine Informationsausstellung zum Kavernenspeicherprojekt für Erdgas bei Moeckow installiert werden. Hierzu kam es jedoch nicht.
Ein Neubrandenburger Unternehmer erwarb das Bauwerk im Frühsommer 2017 für einen siebenstelligen Betrag. Der neue Eigentümer ließ das Gebäude umfassend sanieren. Das Dach des Gebäudes wurde erneuert und mit neun Türmchen und zwölf Gauben versehen. Die Fenster wurden ausgetauscht und die Fassade vollständig renoviert. Der ursprünglich vorhandene Turm wurde 2018 rekonstruiert und am 5. Juli 2018 auf das Gebäude aufgesetzt. Der Turm ist begehbar. Vom Turmzimmer aus führen drei Treppen auf eine kleine Aussichtsplattform. Bis zum Frühherbst 2018 wurde die untere Schlossetage fertiggestellt. Die Sanierung des gesamten Gebäudes war 2019 im Wesentlichen abgeschlossen. Das Haus wird seit dem Sommer 2019 von der Familie des Eigentümers bewohnt. Im Zuge der Sanierung wurde am Mittelrisalit der Ostseite der bereits 1910 nicht mehr vorhandene Anbau mit einem Abgang zum Park wieder aufgebaut.

## Torhaus des Wrangelschen Schlosses (Amtshaus)

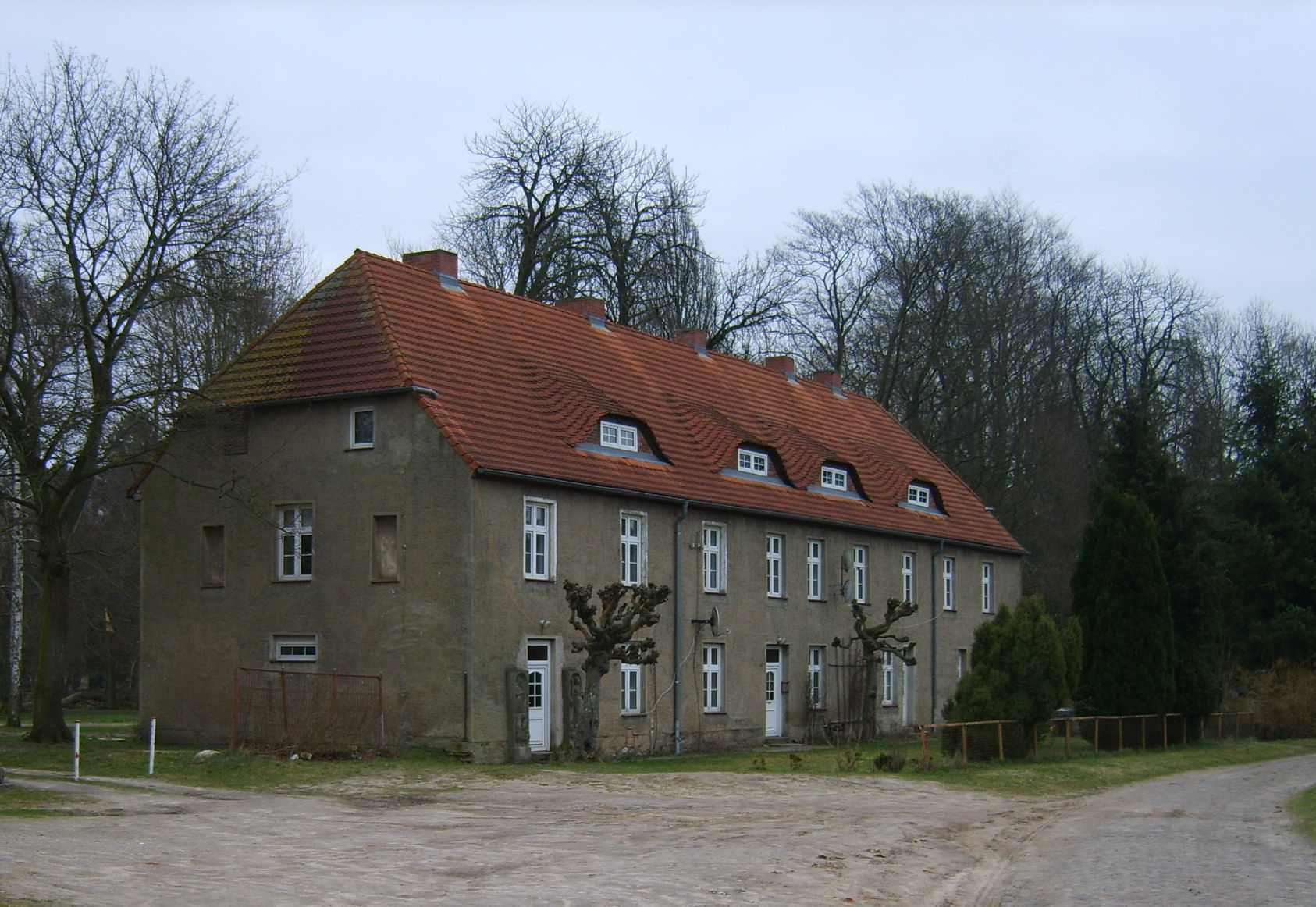
Amtshaus (2008)

Südöstlich des Herrenhauses befindet sich das sogenannte Torhaus der Wrangelsburg oder Amtshaus. Es stammt nachweislich aus dem 16. Jahrhundert und war das Torhaus des damaligen Schlosses „Wrangelsburg“. Unter Homeyer wurde das Gebäude als Getreidelager genutzt. Später wurde das Haus als Kaserne für die Schnitter (Saisonerntehelfer) aus Polen und Galizien genutzt, deshalb hieß es im Dorf das „Schnitterhus“. Eine weitere Nutzung des Hauses war als Verwaltungsstandort (Amtshaus).
Im linken Eingangsbereich stehen zwei Sandsteinrepliken, die Originale befinden sich im Pommerschen Landesmuseum in Greifswald. Die Figuren waren zuvor am Giebel (Herrenhausseite) angebracht. Die Außenansicht des Gebäudes entspricht nicht mehr dem Zustand des 16. Jahrhunderts, da es modern überputzt und die Türeingänge und andere Gebäudeteile wesentlich verändert wurden. Die jetzigen Fledermaus-Gauben sind erst im 19. Jahrhundert errichtet worden.
Seit 2013 wird das Torhaus im Auftrag des Eigentümers restauriert. Ziel ist es, das einzig erhaltene Torhaus einer spätbarocken Vierseitenanlage in Mecklenburg-Vorpommern, in öffentliches kulturelles Interesse zu stellen.

## Wirtschaftsgebäude
Von den Wirtschaftsgebäuden des Gutes sind noch mehrere erhalten, die nördlichen Stallspeicher sind hauptsächlich aus Feldstein gemauert, die südlichen Scheunen aber aus einer Mischung von Feld- und Backsteinen. Letztere sind teilverputzt und weiß gekalkt. Die Marstallruine steht wegen der Bauform und den beim Bau verwendeten Steinen des Wolgaster Herzogsschlosses unter Denkmalschutz.

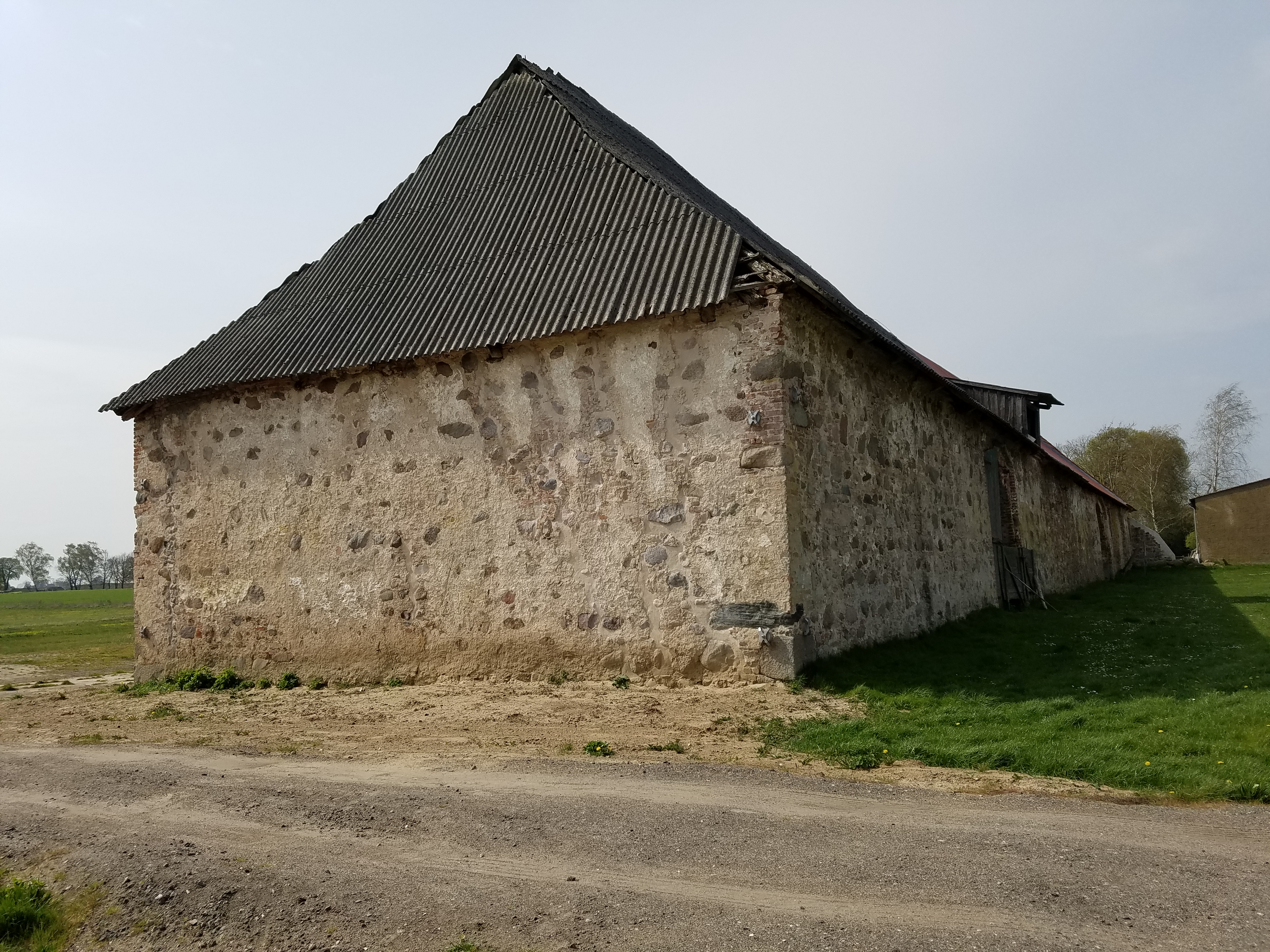
Feldsteinscheune (2019)
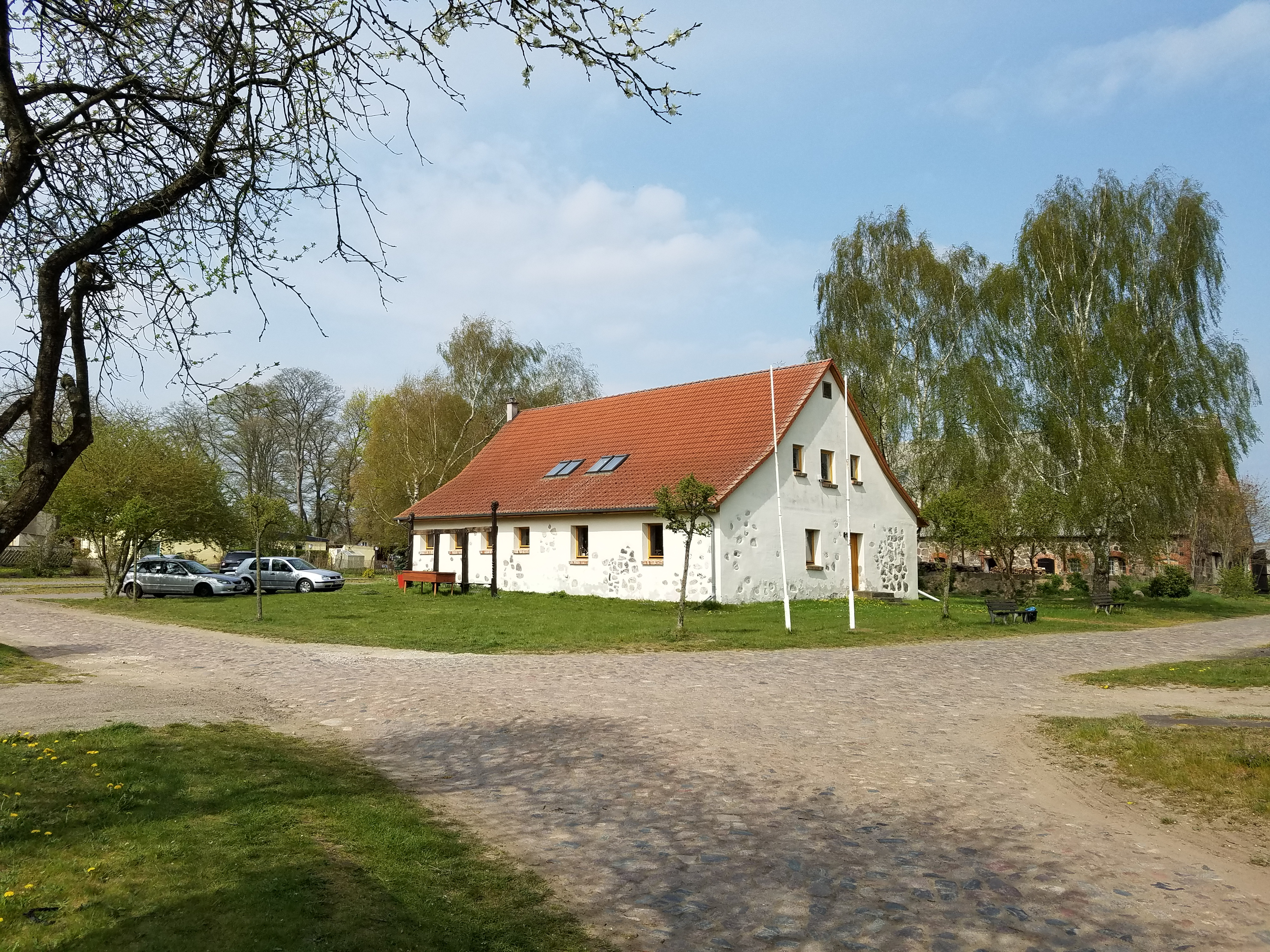
Schafstall, heute Papiermanufaktur (2019)
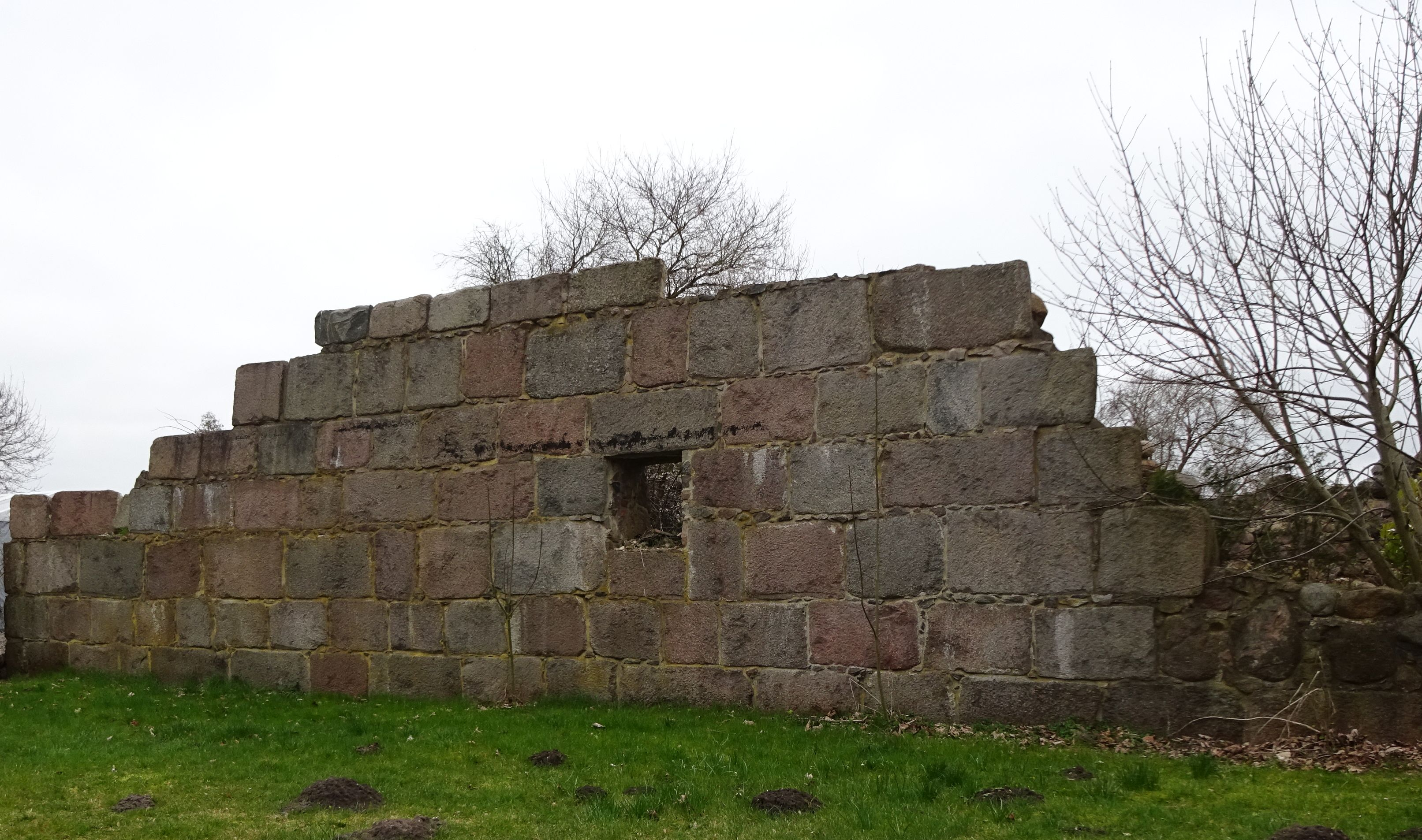
Marstallruine (2023)

## Park
Einen in Quartiere eingeteilten Lustgarten hatte bereits Christoph von Neuenkirchen anlegen lassen. Ein Inventarverzeichnis vom September 1641, nach von Neuenkirchens Tod erstellt, führte allerdings nur Obstbäume von guter Qualität auf. In einer 1643 bei der Übernahme des Gutes durch Wrangels Familie erfolgten Inventarisierung wurde ein ummauerter, mit Rabatten gestalteter Renaissancegarten beschrieben. Für Carl Gustav Wrangel hatte der Garten neben dem Schloss einen hohen Stellenwert als standesgemäße Repräsentationsanlage. Er bestellte in Hamburg Statuen aus Gips und erwarb dort einen Springbrunnen. Durch Barthel Volkland ließ er zwei Pavillons als Lusthäuser errichten.
Aus dieser Zeit sind die Namen mehrerer Gärtnermeister überliefert, die in Wrangels Diensten standen. Da einige der im Garten vorhandenen exotischen Pflanzen dem örtlichen Klima nicht gewachsen waren, bestellte Wrangel bei seinem Buchhalter in Stockholm Glasglocken, mit denen man damals unter anderem Melonen abgedeckt wurden. Der Garten wurde angesehenen Offizieren und Adligen aber auch Leuten aus dem Bürgertum auf Einladung oder auf eigenen Wunsch zur Besichtigung und „recreation“ zugänglich gemacht.
1672 erfolgten Veränderungen, da die Anlage als altmodisch eingestuft worden war. Bei einer Inventur 1678 wurden 830 Bäume gezählt. Neben einem Lustpavillon mit vier Türmen befanden sich zwölf Skulpturen im Park. Die schwedische Landesaufnahme von Vorpommern ergab für den Garten in Wrangelsburg eine Größe von annähernd zwei Hektar. Dazu kamen noch weitere Obstgärten von 1,25 Hektar. Eine 1674 erbaute runde Schlosskirche musste nach weniger als 100 Jahren wegen Baufälligkeit entfernt werden.
Der Park hinter dem Herrenhaus Schloss Wrangelsburg erstreckt sich entlang des Südufers des Schlosssees. Er wurde zum Ende des 19. Jahrhunderts zum englischen Landschaftspark erweitert und ist fünf Hektar groß. Im Park befindet sich eine zum Naturdenkmal erklärte Esche. Die Parkanlage wurde vom Eigentümer des Schlosses Wrangelsburg ab 2017 erneuert und ist öffentlich zugänglich.